# نشان ردیمر
نشان ردیمر (یونانی: Τάγμα του Σωτήρος) یک نشان افتخار است که کشور یونان در سال ۱۸۲۹ بنیان‌گذاری شده‌است.